# Gyara Trülku
| Tibetische Bezeichnung                         |
| ---------------------------------------------- |
| Wylie-Transliteration: rgya ra sprul sku       |
| Offizielle Transkription der VRCh: Gyara Zhügu |
| THDL-Transkription: Gyara Trülku               |
| Andere Schreibweisen: Gyara Tulku              |
| Chinesische Bezeichnung                        |
| Vereinfacht: 嘉热活佛                          |
| Pinyin:Jiare huofo                             |

Gyara Trülku (tib.: rgya ra sprul sku) ist eine der Inkarnationsreihen der Gelug-Schule des tibetischen Buddhismus. Traditioneller Sitz der Trülkus ist das Kloster Chamdo Champa Ling (tib.: chab mdo byams pa gling) in Chengguan, wo auch der Phagpa Lha seinen Sitz hat. Der erste Vertreter der Reihe war Sherab Phüntshog (rgya ra grub chen shes rab phun tshogs; 1566–1632). Der achte Vertreter dieser Reihe starb 1976.

## Liste der Gyare-Trülkus
| Name                               | Umschrift nach Wylie                        | Lebensdaten       | sonstiges |
| ---------------------------------- | ------------------------------------------- | ----------------- | --------- |
| 1. Sherab Phüntshog                | (rgya ra grub chen shes rab phun tshogs)    | (1566–1632)       | ToL       |
| 2. Könchog Tendzin                 | (rgya ra dkon mchog bstan 'dzin)            | (1634–1644)       | ToL       |
| 3. Lobsang Phüntshog Namgyel       |                                             | (1646–1676)       | ToL       |
| 4. Lobsang Tendzin Thrinle         |                                             | (1681–1731)       | ToL       |
| 5. Kelsang Chödrag Pelden          | (rgya ra kal bzang chos drags dpal ldan)    | (1734–1791)       | ToL       |
| 6. Lobsang Chöphel                 | (rgya ra blo bzang chos 'phel)              | (1792–1841)       | ToL       |
| 7. Jigme Chökyi Wangchug           |                                             | (1842–1913)       | ToL       |
| 8. Lobsang Tendzin Chökyi Wangchug |                                             | (1918–1976)       | ToL       |
| 9. Thubten Jampel Legshe Gyatsho   | (thub bstan 'jam dpal legs bsad rgya mtsho) | (1979–) in Indien |           |